# Phosphoribulokinase
La phosphoribulokinase ou la ribulose-5-phosphate kinase est une phosphotransférase qui catalyse la réaction :
ATP + D-ribulose-5-phosphate  {\displaystyle \rightleftharpoons }  ADP + D-ribulose-1,5-bisphosphate.
Cette enzyme intervient notamment dans la photosynthèse chez les plantes, où elle ferme le cycle de Calvin en produisant le ribulose-1,5-bisphosphate consommé par la Rubisco à la première étape.